# Saromasjön
Saromasjön (サロマ湖 Saroma-ko?) är Hokkaidos största och Japans tredje största sjö med en area på 150 km². Sjön ligger längs Hokkaidos norra kust, ca. 30 km väster om Abashiri. Det skiljs från Ochotska havet av en 20 km lång sandbank som bara är 150–500 meter bred. En liten öppning i sandbanken kopplar sjön med havet och gör vattnet i sjön bräckt. Sjön är islagd mellan december och mars.
Sjön ingår i den statligt utsedda parken Abashiri. Namnet kommer från det geografiska namnet saruomahetsu från ainu, och betyder "platsen med många Glansmiskantus".
Det årliga loppet "Saromasjöns 100 km ultramaraton" (サロマ湖100キロウルトラマラソン Saroma-ko hyakku kirourutoramarason?) går runt sjön.